# Tonic sol-fa

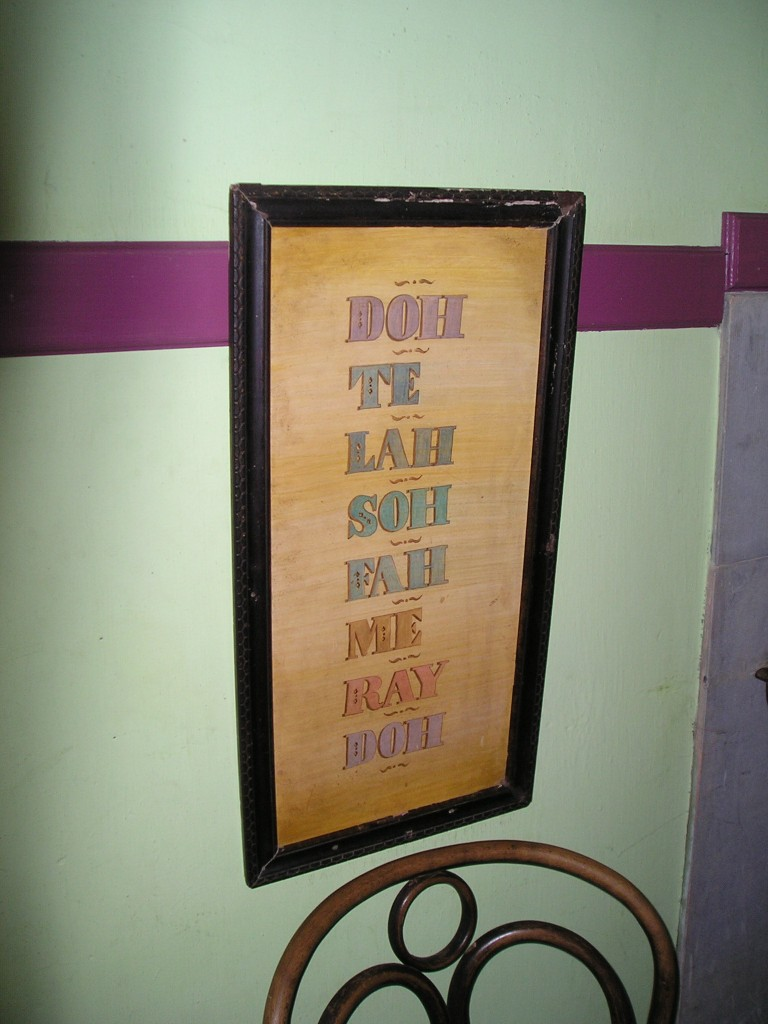
Tabla de solfeo en una clase de Irlanda.

Tonic sol-fa o tonic sol-fah, también conocido como Sistema Sol-Fa de Norwich, es una técnica pedagógica para enseñar a cantar, inventada por Sarah Ann Glover (1785–1867) y popularizada por John Curwen (1816–1880), quien la adaptó de una serie de obras musicales anteriores.
El Sistema de notación musical Sol-Fa de Norwich está basado en el solfeo do móvil, en el que cada nota recibe un nombre de acuerdo con su relación con otras notas: la notación de pentagrama habitual se reemplaza por sílabas de solfeo (por ejemplo, do, re, mi, fa, sol, la, ti, do) o por sus abreviaturas (d, r, m, f, s, l, t, d). La secuencia de solfeo original comenzaba con "Ut", la primera sílaba del himno Ut queant laxis, que luego se convirtió en "Do".